# Franz Czako von Rosenfeld
Franz Czako von Rosenfeld, Szinnyeinél Czakó Ferenc (Czák Ferenc, Czackó Ferenc) (rosenfeldi) (Brassó, 1723. október 11. – 1755. november 12.) gimnáziumi igazgató, tanár, író.

## Élete
Unokája volt Georg Czako erdélyi udvari tanácsosnak, aki 1697-ben rosenfeldi előnévvel nemességet nyert I. Lipóttól. 1742-től Jénában tanult, majd visszatérve 1747-ben tanár, 1751-ben pedig igazgató lett a brassói gimnáziumban. Spártai életmódot folytatott.
Fiával (Georg Franz Czako, meghalt 1790. július 6-án) kihalt a Czako von Rosenfeld család.

## Munkája
- Halotti búcsuztató vers Andreas Bogner részére, 1749,
- Die bis zum schmälichen Kreuzes-Tod erniedrigte Liebe Jesu, deren gesegnete Früchte theils durch eine umgebundene und gebundene Rede, welcher das ganze Leiden unseres preiswürdigen Erlösers vermittels 22 Personen etwas eigentlicher abbildet ... vorgestellt worden. Kronstadt, 1755. (Iskolai dráma.)